# Skotercross

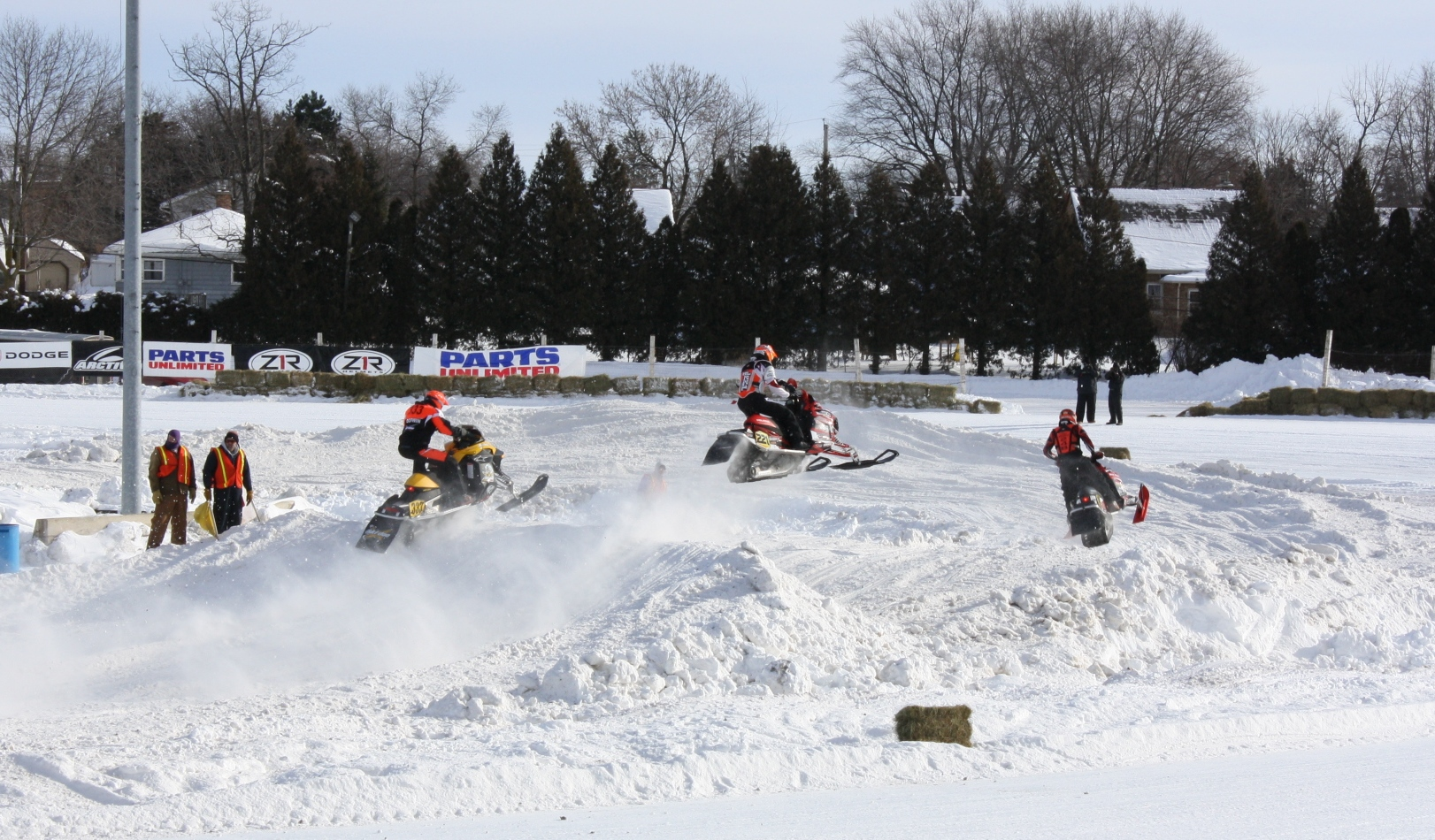
Snöskotrar på en amerikansk skotercrossbana.

Skotercross är en tävlingsform för snöskotrar. Sverige, Finland och Norge dominerar sporten i Europa. Den nordamerikanska sporten är inte med i internationella motorcykelförbundet (FIM) och skiljer sig ganska mycket från den europeiska varianten. Bland annat är de nordamerikanska banorna kortare och extremare och snöskotrarna får ha metalldubb i mattan.

## Tävlingsregler

### Skotercrossbanan
Banan är upp emot en kilometer lång med hopp, kurvor och raka partier. Minsta bredd för tävlingsbanor är 8-10 m beroende på typ. Banorna blir ofta ordentligt gropiga vilket kräver mycket av skoterföraren både fysiskt som psykiskt. En variant på skotercrossbana är så kallad Supercross (eller Stadioncross). Dessa banor påminner mycket om de nordamerikanska banorna. De har ofta extremt höga hopp och är mycket kortare. 

### Tävlingsformen
Upp till 16 förare startar samtidigt och kör sedan ett förutbestämt antal varv. Det är rejält trångt på banan med tanke på att varje skoter tar upp över en meter i bredd. De tävlande kör flera heat för att kvala till finalen. Det tävlas i flera olika klasser.  

### Klasser
I skotercross tävlar man i flera olika klasser. Den högsta klassen är Pro Open där trimmade och modifierade maskiner deltar. Enda begränsningen är vissa säkerhetsdetaljer, hur högt de får låta samt att tvåtaktsmotorer får vara max 600-kubik. Standardklassen Pro Stock är mycket lik Pro Open förutom att trimning och fri modifiering inte är tillåten. Damklassen är identisk med Pro Stock med undantaget att förarna måste vara kvinnor. Det finns dessutom flera ungdomsklasser. Ungdom 14-16 för ungdomarna i åldern 14-16 år och Ungdom 12-14 för ungdomar i åldern 12-14 år. Ungdomsklasserna kör en Sport 600 maskin som till skillnad från Pro Stock ska vara fläktkyld. Det finns även motionsklass och en särskild knatteklass. I knatteklassen ska särskilda barnskotrar användas.

## Tävlingar
Skotercross körs i flera olika mästerskap som Världsmästerskap, Europamästerskap, Nordiskt mästerskap och Svenskt mästerskap. Det körs även mästerskap i Norge, Finland och Ryssland. I Nordamerika körs egna serier som inte är anslutna till FIM: Den största serien är ISOC-mästerskapen. 

### Tävlingar i Sverige
Det nationella idrottsförbundet för skotercross i Sverige heter Svenska Motorcykel- och Snöskoterförbundet, förkortas Svemo, och är medlem i Riksidrottsförbundet. Förbundet samlar alla som vill träna och tävla med motorcykel och snöskoter och försäkrar och utbildar förare, tränare och ledare på nationell och lokal nivå. Svemo skriver också regler och godkänner banor. Tävlingsgrenarna är dragracing, enduro, isbana, isracing, minimoto, motocross, roadracing, skotercross, speedway, supermoto och trial.
Svensk skotercross domineras av SM i skotercross som är grundpelaren i tävlingssäsongen. Men det finns andra stora tävlingar. En är SM i stadioncross som arrangeras i samband med SM-veckan vinter. SM i stadioncross har arrangerats sedan 2009 när SM-veckan startade. Den äldsta och största enskilda skotercrosstävlingen i Europa är Arctic Cat Cup som varje år körs i Östersund. Det är en tvådagarstävling som lockar det största startfältet samt de bästa förarna i Europa. Eftersom tävlingen ligger tidigt i januari blir det en säsongsupptakt för förare och team. Tävlingen har körts oavbrutet sedan 1973. Våravslutningen brukar köras i och med Clash of nations. Det är en actionsporttävling som påminner mycket om en svensk version av X-games. Hit inbjuds de bästa skotercrossförarna i Pro Open och Pro Stock. Dessutom körs freestyle för skoter och skidor. Clash of nations arrangeras på Lugnet i Falun.

### Framgånsrika förare
Bland de svenska förarna kan nämnas Peter Ericson som vann VM 2006, 2008 och 2009. Emil Öhman som vann VM 2008 och 2011, Adam Renheim som vann VM 2013 och 2014 samt Petter Nårsa som vann SM i skotercross 2011. Den bästa föraren finns dock i USA. Tucker Hibbert blev 2014 den som vunnit flest skotercrosstävlingar i ISOC-serien. Han har dessutom nio guld i X-games.